# پراسوگرل
پراسوگرل (انگلیسی: Prasugrel) دارویی است که از تشکیل لختهٔ خون جلوگیری می‌کند. پراسوگرل یک داروهای ضد پلاکت و یک آنتاگونیست برگشت‌ناپذیر گیرنده‌های P2Y12 آدنوزین دی‌فسفات است. این دارو توسط شرکت دایچی سانکیو طراحی و ساخته شد توسط شرکت اوبه اینداستریز به تولید انبوه رسید. بازاریابی این دارو در ایالات متحده آمریکا با همکاری شرکت ایلای لی‌لی اند کامپنی صورت پذیرفت.
پراسوگرل در فوریه ۲۰۰۹ در اتحادیه اروپا و در ژوئیه همان سال در ایالات متحده آمریکا به منظور کاهش احتمال لخته‌شدگی (از جمله لخته پس از کارگذاری استنت) در مبتلایان به سندرم‌های عروق کرونر (مثل سکتهٔ قلبی) که تحت آنژیوپلاستی عروق کرونر (PCI) قرار می‌گیرند، تأیید شد.

## کاربردهای پزشکی
این دارو در ترکیب با آسپیرین جهت جلوگیری از تشکیل لخته در بیماران دچار آنژین ناپایدار و سکته‌های قلبی نوع STEMI و NSTEMI که قرار است آنژیوپلاستی عروق کرونر شوند، استفاده می‌شود. احتمال خونریزی با پراسوگرل بیشتر از کلوپیدوگرل است، اما اثرش در کاهش خطر مرگ، انفارکتوس‌های راجعه قلب و سکتهٔ مغزی بیشتر است.
به سبب احتمال خونریزی، نباید از این دارو در افراد بالای ۷۵ سال، افراد لاغر، آنهایی که سابقهٔ سکتهٔ گذرای مغزی یا سکته کامل مغزی دارند، استفاده شود. مصرف این دارو پیش از انجام آنژیوگرافی بدن آنکه قرار به آنژیوپلاستی باشد، توصیه نمی‌شود.

## منع مصرف
نباید از پراسوگرل در کسانی که خونریزی فعال دارند (مثلاً زخم معدهٔ فعال)، و در موارد سکتهٔ گذرای مغزی یا سکتهٔ کامل مغزی استفاده کرد، چون خطر سکتهٔ مغزی از نوع ترومبوزی و خونریزی داخل مغزی را افزایش می‌دهد.

## عوارض جانبی
برخی از عوارض جانبی عبارتند از:
- قلبی: فشار خون بالا (۸٪)، افت فشار خون (۴٪) فیبریلاسیون دهلیزی قلب (۳٪)، برادی‌کاردی (۳٪)، درد قفسهٔ سینه غیر قلبی (۳٪)، ورم محیطی (۳٪)، پورپورای ترومبوتیک ترومبوسیتوپنیک (TTP)
- دستگاه عصبی مرکزی: سردرد (۶٪)، گیجی (۴٪)، خستگی (۴٪)، تب (۳٪)، درد دست و پا (۳٪)
- پوستی: راش (۳٪)
- غدد درون‌ریز و سوخت‌وساز: بالا رفتن چربی‌های خون (۷٪)
- دستگاه گوارش: تهوع (۵٪)، اسهال (۲٪)، خونریزی گوارشی (۲٪)
- خونی: کاهش گلبول‌های سفید خون (۳٪)، کم‌خونی (۲٪)
- اسکلتی-عصبی: درد پشت (۵٪)
- دستگاه تنفس: خون‌دماغ (۶٪)، تنگی‌نفس (۵٪)، سرفه (۴٪)
- بیش حساسیتی، از جمله آنژیوادم

## تداخلات دارویی
احتمال تداخل دارویی با پراسوگرل کم است. به عنوان مثال می‌توان آن را با مهارکنندگان پمپ پروتونی تجویز کرد تا خطر خونریزی گوارشی را کاهش داد بدون آنکه نگران کاهش اثرات ضد پلاکتی پراسوگرل بود.

واکنش تبدیل پراسوگرل (بالا، چپ) به متابولیت فعال دارویی خود (R-138727؛ بالا، راست). مواد پائینی تیولاکتون غیرفعال هستند که توتومر یکدیگرند.

## مکانیسم اثر و داروشناسی
پراسوگرل همچون تیکلوپیدین و کلوپیدوگرل از تجمع و به‌هم‌چسبیدن پلاکت‌ها جلوگیری می‌کند و این‌کار را با اتصال به گیرنده‌های P2Y12 انجام می‌دهد. سرعت، کارایی و شدت مهار تجمع پلاکتی توسط پراسوگرل به مراتب بیشتر از کلوپیدوگرل است. در یک پژوهش بزرگ و مهم به نام «TRITON-TIMI 38» مشخص شد که پراسوگرل احتمال اختلالات ایسکمیک قلبی را بیشتر از کلوپیدوگرل کاهش می‌دهد، اما خطر خونریزی با آن بیشتر است. میزان کلی مرگ و میر با هر دو دارو یکسان است.
با یک دوز ۶۰ میلی‌گرمی، در ۹۰٪ بیماران ظرف یک ساعت، دست‌کم ۵۰٪ کاهش تجمع پلاکتی رخ می‌دهد. بیشینه مهار تجمع پلاکتی ۸۰٪ است. پس از قطع دارو، حدود ۵ تا ۹ روز طول می‌کشد تا عملکرد پلاکت‌ها به حالت عادی برگردد. لازم به یادآوری است که رابطهٔ میان مهار تجمع پلاکتی و فعالیت بالینی مشخص نشده‌است.
پراسوگرل یک پیش‌دارو است که به‌سرعت توسط کربوکسیل‌استراز ۲ در روده‌ها و کربوکسیل‌استراز ۱ در کبد، به تیولاکتون تجزیه می‌شود که به نوبهٔ خود توسط آنزیم‌های کبدی به متابولیت فعال دارویی خود به نام «R-138727» تبدیل می‌شود. میانگین نیمه‌عمر این متابولیت ۷ ساعت است (بین ۲ تا ۱۵ ساعت).

## شیمی
پراسوگرل یک اتم کایرال دارد و از آن به صورت راسمیک و به شکل نمک هیدروکلرید (که پودری سفیدرنگ است) استفاده می‌شود.

## برای مطالعهٔ بیشتر
- Dean L (2017). "Prasugrel Therapy and CYP Genotype".  In Pratt VM, McLeod HL, Rubinstein WS,  et al. (eds.). Medical Genetics Summaries. National Center for Biotechnology Information (NCBI). PMID 28520385. Bookshelf ID: NBK425796.